# Rue Léon-Jost (Paris)
Pour les articles homonymes, voir Rue Léon-Jost.
La rue Léon-Jost est une voie du 17e arrondissement de Paris, en France.

## Situation et accès
La rue Léon-Jost est une voie publique située dans le 17e arrondissement de Paris. Elle débute au 1, rue de Chazelles et se termine au 6, rue Cardinet.
Le quartier est desservi par la ligne de métro 2 à la station Courcelles.

## Origine du nom

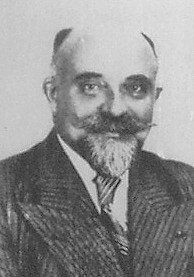
Léon Jost.

Elle porte le nom de Léon Jost (1884-1941), un des 48 otages fusillés par l'armée allemande lors de la Seconde Guerre mondiale, en représailles de l'exécution à Nantes de Karl Hotz, Feldkommandant de la ville, le 20 octobre 1941.

## Historique
Commencée en 1869 entre les rues Guyot et de Chazelles, et achevée en 1877 de la rue Guyot à la rue Cardinet, elle porte à cette époque le nom de « rue Roussel », nom de son propriétaire.
Elle prend sa dénomination actuelle par arrêté du 18 décembre 1944.

## Bâtiments remarquables et lieux de mémoire
- No 4 : siège du Conseil de l'Ordre des médecins depuis 2016.